# Nati nel 1307
| Questa pagina contiene informazioni ricavate automaticamente dalle voci biografiche con l'ausilio del template Bio e di un bot. L'aggiornamento è periodico e automatico e ricostruisce completamente la pagina. Se manca una persona in questa lista, sei pregato di non aggiungerla, ma accertati piuttosto che la sua voce biografica contenga il template Bio e che i dati anagrafici siano correttamente compilati. Se il template Bio manca, inseriscilo tu stesso o, in alternativa, metti l'avviso {{tmp\|Bio}} che ne segnala la mancanza. Se i dati riportati sono sbagliati, correggi direttamente la voce biografica; le modifiche saranno visibili in questa lista entro pochi giorni. Per chiarimenti vedi il progetto biografie. La lista contiene solo le 6 persone che sono citate nell'enciclopedia e per le quali è stato implementato correttamente il template Bio. Pagina aggiornata al 13 gen 2025. |

- 3 gennaio - Ottone IV di Baviera, duca tedesco († 1334)
- Adam FitzRoy, nobile inglese († 1322)
- Guglielmo II di Hainaut, nobile († 1345)
- Charles de Montmorency, militare francese († 1381)
- Rodolfo II di Sassonia-Wittenberg, duca († 1370)
- Anna di Savoia, imperatrice bizantina († 1366)